# 2011年スペイン総選挙
2011年スペイン総選挙（2011ねんスペインそうせんきょ、スペイン語: Elecciones generales de España de 2011）は、スペインの立法府である国会を構成する議員を選出するための選挙で、2011年11月20日に投票が行われた。スペイン上院とスペイン下院の両方で選挙が行われた。

## 概要
ホセ・ルイス・ロドリゲス・サパテーロ首相（以下、サパテーロ首相）が7月29日に議会解散と11月20日総選挙実施を表明。9月26日に任期を4ヶ月前倒しする形で国会を解散したことで行われる選挙である。
サパテーロ首相は、総選挙への不出馬を表明（首相候補者は前の政権ナンバー2の前第一副首相兼内務相のアルフレード・ペレス・ルバルカバ）。直近の世論調査では、与党であるスペイン社会労働党（以下、社会労働党）にたいし、マリアーノ・ラホイ・ブレイ党首が率いる最大野党である国民党が支持率で圧倒的優位に立っていた。選挙の結果、社会労働党が大敗し、国民党が圧勝する結果となった。

## 基礎データ
- 告示日：11月4日
- 投票日：11月20日
- 首相：ロドリゲス・サパテーロ（スペイン社会労働党）
- 選挙人数：
- 下院定数：350議席
- 選挙制度
  - スペイン本土：比例代表制　
  - セウタ・メリージャ：小選挙区制
- 選挙区：県単位
- 投票：政党あるいは政党連合のリストに投票。個人への投票は認められない。
- 比例代表の議席配分：県単位のドント式で配分
- 阻止条項：有効得票の3%以上

## 世論調査

2019年11月以降の世論調査の結果

## 投票結果
- 総人口：47,021,031
- 有権者数：35,779,491
- 投票数：24,666,441
- 有効投票数：24,348,886
- 白票：333,461
- 無効票：317,555

## 選挙結果

### 下院
投票日：2011年11月20日
- 投票率：68.94%（投票者数24,666,441名）
- 有効投票数：24,348,886票

|                                                          |            |        |      |      |
| 党派                                                     | 得票数     | 得票率 | 議席 | 増減 |
| 国民党（PP）                                             | 10,866,566 | 44.63% | 186  | 32   |
| 社会労働党（PSOE）                                       | 7,003,511  | 28.76% | 110  | 59   |
| 集中と統一 （CiU）                                       | 1,015,691  | 4.17%  | 16   | 6    |
| 統一左翼（IU）                                           | 1,686,040  | 6.92%  | 11   | 9    |
| アマユール （Amaiur）                                    | 334,498    | 1.37%  | 7    |      |
| 連合・進歩・民主主義 （UPyD）                            | 1,143,225  | 4.70%  | 5    | 4    |
| バスク民族主義党 （EAJ-PNV）                             | 324,317    | 1.33%  | 5    | 1    |
| カタルーニャ共和主義左翼＝カタルーニャ・シ （ERC-CatSí） | 256,985    | 1.06%  | 3    | =    |
| ガリシア民族主義ブロック （BNG）                         | 184,037    | 0.76%  | 2    | =    |
| カナリア諸島連合 （CC）                                  | 143,881    | 0.59%  | 2    | =    |
| COMPROMÍS-Q （Compromís-Equo）                           | 125,306    | 0.51%  | 1    |      |
| アストゥリアス市民フォーラム （FAC）                     | 99,473     | 0.41%  | 1    | 1    |
| ゲロア・バイ（GBAI）                                     | 42,415     | 0.17%  | 1    |      |
|                                                          |            |        | 350  |      |

出典：El Mundo、TVE、スペイン内務省より。
党派は今回の選挙で議席を獲得したものを脚注にて説明。
国民党は代議院350議席中186議席を獲得し、絶対過半数の議席を確保した。一方、社会労働党は議席数を169議席から110議席に減らし、県別ではセビリア県とバルセロナ県の2県でのみ最大得票であるという過去最悪の結果となった。選挙の結果を受けて、サパテーロ首相は退陣し、国民党党首のマリアーノ・ラホイが新首相に就任することが確実となった。社会労働党と国民党の2大政党の議席合計は前回より27議席減、得票も約10%減となり、スペイン共産党を中核とする政党連合である統一左翼やカタルーニャの地域政党「集中と統一」など中小政党は前回選挙の議席をのきなみ上回った。

### 上院
上院議席266のうち208が選挙によって選ばれ、残りの58議席が各自治州割り当て議席で、自治州議会によって指名される。まず、各自治州に1議席ずつ、そしてその後は自治州の人口100万人ごとに割り振られる。
|                                               |      |      | |
| 党派                                          | 議席 | 増減 | 内訳・備考                                                                                              |
| 国民党（PP-PAR-UPN-CCN）                      | 136  | 35   | 国民党（PP）：130、アラゴン党 （PAR）：3、ナバーラ 住民連合（UPN）：2、カナリア中道民族主義党（CCN）：1 |
| スペイン社会労働党（PSOE）                    | 48   | 40   | |
| 集中と統一（CiU）                             | 9    | 5    | カタルーニャ民主集中（CDC）：7、 カタルーニャ民主連合（UDC）：2                                         |
| カタルーニャのための進歩協定 （PSC-ICV-EUiA） | 7    | 5    | カタルーニャ社会主義者党（PSC）：6、 カタルーニャ緑のイニシアティブ：1                                  |
| バスク民族主義党（EAJ-PNV）                   | 4    | 2    | |
| アマユール (Amaiur)                           | 3    | 3    | イスキエルダ・アベルツァーレ：2、 エウスコ・アルカルタスナ（EA）：1                                     |
| カナリア諸島連合 (CC-NC-PNC)                  | 1    | =    | 議席はイエーロ島独立者グループ（Agrupación Herreña Inde pendiente、AHI）に割り当て                      |

## 首相指名投票
2011年12月20日、国民党が選挙で過半数を得たことによって、第一回の投票で同党の党首のマリアーノ・ラホイ候補が首相に指名された。また、アストゥリアス市民フォーラムとナバーラ住民連合も同候補に賛成票を投じた。
| 投票 | 党派                                                                                               | 票数 |
| 可   | PP (185)、UPN (1)、FAC (1)                                                                         | 187  |
| 不可 | PSOE (110)、CiU (16) Izquierda Plural (11)、UPyD (5)、 ERC (3)、BNG (2)、GBai (1)、Compromís-Q (1) | 149  |
| 棄権 | PNV (5)、Amaiur (7)、CC-NC (2)                                                                     | 14   |